# روس ويلز
روس ويلز (بالإنجليزية: Ross Wales) هو سباح أمريكي، (ولد في يونغزتاون في الولايات المتحدة 1947  م)

## روابط خارجية
- روس ويلز على موقع الاتحاد الدولي للسباحة (الإنجليزية)
- روس ويلز على موقع قاعة مشاهير السباحة العالمية (الإنجليزية)
- روس ويلز على موقع اللجنة الأولمبية الدولية (الإنجليزية)
- روس ويلز على موقع أوليمبيديا (الإنجليزية)